# Механизм «планшайба — стержни»

Анимированное изображение планшайбы с валом и стержнями. Вращающийся вал и диск показаны серебристым цветом. Невращающийся диск показан золотистым цветом и шесть стержней приводятся от него в возвратно-поступательное движение. Стержни могут быть присоединены к плунжерам или поршням и вставлены в цилиндры. Мощность может передаваться от вала к плунжерам, как это происходит в аксиально-плунжерном насосе, или от плунжеров мощность может через диск передаваться валу, как это реализовано в аксиально-плунжерном гидромоторе.

Механизм «планшайба — стержни» (шайбовый механизм) — это механизм, используемый в машиностроении для преобразования движения вращающегося вала в возвратно-поступательное движение стержней параллельно оси вала, или для обратного преобразования.

## Конструкция и принцип действия
Данный механизм состоит из вала, двух дисков, называемых планшайбой, и шарнирно прикреплённых к ним стержней. Если диск перпендикулярен валу, то вращение вала будет вызывать вращение одного из дисков, но стержни будут оставаться в покое. Однако малейшее отклонение диска от перпендикулярного положения приведёт к тому, что любая из точек на краю не вращающегося диска будет совершать колебательное движение. Чем больше угол отклонения вращающегося диска от вертикального положения, тем больше амплитуда указанных колебаний. Если к не вращающемуся диску будут прикреплены стержни, то они будут колебаться вместе с краем диска, то есть совершать возвратно-поступательное движение.
Данная конструкция имеет схожие черты с кулачковым механизмом.

## Применение
Данный механизм может быть использован в двигателях внутреннего сгорания вместо коленчатого вала, как это реализовано в аксиальном двигателе.
Кроме того, этот механизм используется в двигателях Стирлинга.
Как уже упоминалось выше, механизм «планшайба — стержни» является сердцем аксиально-плунжерных гидромашин (насосов и гидромоторов).
В конструкциях вертолётов важную роль играет автомат перекоса лопастей, который может быть построен на базе механизма «планшайба — стержни». В этом случае стержни шарнирно соединены с вращающимся диском, а изменением угла наклона неподвижного диска управляет лётчик из кабины через систему кинематических связей. Этот тип управления углом наклона лопастей используется для создания разной подъёмной силы с разных сторон корпуса вертолёта, что приводит к избирательному наклону машины в разных направлениях.
Описываемый механизм часто используется в некоторых видах расходомеров, применяемых в системах водоснабжения, хотя в них колебательное движение диска не всегда преобразуется в возвратно-поступательное движение.
Активная фазированная антенная решётка выполняется в виде плоского диска, способного сканировать воздушное пространство на угол до 60 градусов в любом направлении от оси самолёта. При закреплении таких радаров на планшайбе угол наклона планшайбы добавляется к углу электронного сканирования. Обычно угол наклона планшайбы выбирается около 40 градусов, и тогда общий угол сканирования радаров достигает 200 градусов.